# Vernosc-lès-Annonay
Vernosc-lès-Annonay település Franciaországban, Ardèche megyében. Lakosainak száma 2670 fő (2022. január 1.). Vernosc-lès-Annonay Annonay, Ardoix, Davézieux, Quintenas, Roiffieux, Saint-Cyr, Talencieux és Thorrenc községekkel határos.

## Népesség
A település népessége az elmúlt években az alábbi módon változott:
| Lakosok száma | 677  | 1307 | 1527 | 2157 | 2378 | 2566 | 2647 | 2614 | 2594 | 2670 |
|               | 1968 | 1982 | 1990 | 2006 | 2013 | 2015 | 2017 | 2019 | 2020 | 2022 |